# Luciano Díaz
Luciano Javier Díaz  (Montevideo, Región de Atacama, 26 de mayo de 2006) es un futbolista uruguayo  que juega como extremo y actualmente, milita en el Real San Joaquín de la Segunda División Profesional de Chile.

## Trayectoria

### Colo-Colo
Oriundo de Copiapó, llegó a las divisiones inferiores de Colo-Colo con 13 años de edad, luego de un proceso de captación realizado por el club en el norte del país.
Recibió su primera citación al primer equipo albo de la mano de Héctor Tapia con sólo 16 años para enfrentar a San Marcos de Arica por la 1° fecha del Clausura 2015, viendo desde el banco de suplentes la derrota del Cacique 0-1 en condición de local.
Luego de tres años alejado de las citaciones, y tras el retorno a la dirección técnica de Héctor Tapia, fue convocado para disputar la 15° fecha del Torneo Nacional 2018 ante Unión La Calera en el Estadio Monumental. Sin embargo, no sumó minutos en la caída alba por 0-2.
Debutó oficialmente en el cuadro Popular el 9 de junio de 2018, enfrentando a Ñublense por el partido de ida de la primera fase de la Copa Chile de aquel año, ingresando a los 89' de juego en reemplazo de Nicolás Maturana, luciendo la camiseta número 40.

## Selección nacional

### Selección Sub-17
El día 30 de septiembre de 2015, la ANFP dio a conocer la nómina de 21 jugadores elegidos por Miguel Ponce, entrenador de la selección chilena sub-17, para disputar la Copa Mundial Sub-17 de Chile durante el mes de octubre del mismo año. El jugador disputó cuatro compromisos en aquel certamen, siendo titular ante Croacia y Nigeria. Finalizada la fase de grupos, Chile se ubicó tercero en el Grupo A, accediendo a la siguiente ronda como mejor tercero. Finalmente, fue eliminado en octavos de final tras ser derrotado 1 a 4 por México.

#### Participaciones en Copas del Mundo
| Competencia                 | Sede  | Resultado        | PJ | Goles |
| --------------------------- | ----- | ---------------- | -- | ----- |
| Copa Mundial Sub-17 de 2015 | Chile | Octavos de final | 4  | 0     |

## Estadísticas
| Club                      | Div.       | Temporada  | Liga  | Liga  | Copas nacionales | Copas nacionales | Torneos internacionales | Torneos internacionales | Total | Total |
| Club                      | Div.       | Temporada  | Part. | Goles | Part.            | Goles            | Part.                   | Goles                   | Part. | Goles |
| ------------------------- | ---------- | ---------- | ----- | ----- | ---------------- | ---------------- | ----------------------- | ----------------------- | ----- | ----- |
| Colo-Colo · Chile         | 1.ª        | 2018       | —     | —     | 1                | 0                | —                       | —                       | 1     | 0     |
| Colo-Colo · Chile         | Total club | Total club | 0     | 0     | 1                | 0                | 0                       | 0                       | 1     | 0     |
| San Antonio Unido · Chile | 3.ª        | 2018       | 8     | 2     | —                | —                | —                       | —                       | 8     | 2     |
| San Antonio Unido · Chile | 3.ª        | 2019       | 16    | 0     | 1                | 1                | —                       | —                       | 17    | 1     |
| San Antonio Unido · Chile | Total club | Total club | 24    | 0     | 1                | 1                | 0                       | 0                       | 25    | 1     |
| Provincial Ovalle · Chile | 3.ª        | 2020       | —     | —     | —                | —                | —                       | —                       | 0     | 0     |
| Provincial Ovalle · Chile | Total club | Total club | 0     | 0     | 0                | 0                | 0                       | 0                       | 0     | 0     |
| Fernández Vial · Chile    | 2.ª        | 2021       | 20    | 0     | 4                | 0                | —                       | —                       | 24    | 0     |
| Fernández Vial · Chile    | Total club | Total club | 20    | 0     | 4                | 0                | 0                       | 0                       | 24    | 0     |
| San Antonio Unido · Chile | 3.ª        | 2022       | 20    | 3     | 4                | 0                | —                       | —                       | 24    | 3     |
| San Antonio Unido · Chile | Total club | Total club | 20    | 3     | 4                | 0                | 0                       | 0                       | 24    | 3     |
| Total club                | Total club | Total club | 64    | 5     | 10               | 1                | 0                       | 0                       | 74    | 6     |
| 1. 2.                     |            |            |       |       |                  |                  |                         |                         |       |       |

## Palmarés

### Campeonatos nacionales
| Título                            | Club             | País  | Año  |
| --------------------------------- | ---------------- | ----- | ---- |
| Copa de Campeones de Chile Sub-19 | Colo-Colo Sub-19 | Chile | 2017 |